# Prêmio Brasil Olímpico
O Prêmio Brasil Olímpico é uma premiação instituída em 1999 pelo Comitê Olímpico do Brasil que escolhe os melhores atletas do Brasil nas modalidades olímpicas e paralímpicas, além de homenagear atletas dos Jogos Escolares Brasileiros e dos Jogos Universitários Brasileiros, os melhores técnicos do ano (a partir de 2004) e um ex-atleta (Troféu Adhemar Ferreira da Silva). A partir de 2014, os internautas também podem eleger por votação popular o melhor atleta do ano, homenageado com o prêmio Atleta da Torcida.

## Vencedores
| Ano           | Melhor atleta (masculino)  | Melhor atleta (feminino)     | Troféu Adhemar Ferreira da Silva | Atleta da Torcida |
| ------------- | -------------------------- | ---------------------------- | -------------------------------- | ----------------- |
| 1999 detalhes | Gustavo Kuerten            | Maurren Maggi                | —                                | —                 |
| 2000 detalhes | Gustavo Kuerten            | Leila                        | —                                | —                 |
| 2001 detalhes | Robert Scheidt             | Daniele Hypólito             | Nelson Prudêncio                 | —                 |
| 2002 detalhes | Nalbert Bitencourt         | Daniele Hypólito             | João Gonçalves Filho             | —                 |
| 2003 detalhes | Fernando Meligeni          | Daiane dos Santos            | Amaury Pasos                     | —                 |
| 2004 detalhes | Vanderlei Cordeiro de Lima | Daiane dos Santos            | Maria Lenk                       | —                 |
| 2005 detalhes | João Derly                 | Natália Falavigna            | Agberto Guimarães                | —                 |
| 2006 detalhes | Giba                       | Laís Souza                   | Aída dos Santos                  | —                 |
| 2007 detalhes | Thiago Pereira             | Jade Barbosa                 | André Gustavo Richer             | —                 |
| 2008 detalhes | César Cielo                | Maurren Maggi                | João Havelange                   | —                 |
| 2009 detalhes | César Cielo                | Sarah Menezes                | Joaquim Cruz                     | —                 |
| 2010 detalhes | Murilo Endres              | Fabiana Murer                | Éder Jofre                       | —                 |
| 2011 detalhes | César Cielo                | Fabiana Murer                | Bernard Rajzman                  | —                 |
| 2012 detalhes | Arthur Zanetti             | Sheilla Castro               | Hortência Marcari                | —                 |
| 2013 detalhes | Jorge Zarif                | Poliana Okimoto              | Torben Grael                     | —                 |
| 2014 detalhes | Arthur Zanetti             | Kahena Kunze e Martine Grael | Vanderlei Cordeiro de Lima       | Flávia Saraiva    |
| 2015 detalhes | Isaquias Queiroz           | Ana Marcela Cunha            | Gustavo Kuerten                  | Thiago Pereira    |
| 2016 detalhes | Isaquias Queiroz           | Rafaela Silva                | Bernardinho                      | Rafaela Silva     |
| 2017 detalhes | Marcelo Melo               | Mayra Aguiar                 | Lars Grael                       | Caio Bonfim       |
| 2018 detalhes | Isaquias Queiroz           | Ana Marcela Cunha            | Jackie Silva                     | Henrique Avancini |
| 2019 detalhes | Arthur Nory                | Beatriz Ferreira             | Oscar Schmidt                    | Hugo Calderano    |
| 2021 detalhes | Isaquias Queiroz           | Rebeca Andrade               | Janeth Arcain                    | Fernanda Garay    |
| 2022 detalhes | Alison dos Santos          | Rebeca Andrade               | Daiane dos Santos                | Hugo Calderano    |
| 2023 detalhes | Marcus D'Almeida           | Rebeca Andrade               | Chiaki Ishii                     | Flávia Saraiva    |
| 2024 detalhes | Caio Bonfim                | Rebeca Andrade               | José Roberto Guimarães           | Caio Bonfim       |